# Барашенков, Виктор Михайлович
Виктор Михайлович Барашенков (14 ноября 1905 — 6 июля 1983) — историк, педагог, заслуженный работник культуры РСФСР. Участник Великой Отечественной войны.

## Биография
Виктор Михайлович Барашенков родился в 1905 году в крестьянской семье. В 1920 году стал членом ВЛКСМ. С 1928 года член ВКП(б). В 1930 году окончил Казанский педагогический институт. С 1930 по 1933 год учился в аспирантуре ИРЛИ в Ленинграде. В 1940 году стал заведующим кафедры марксизма-ленинизма ЛЭТИ. В годы Великой Отечественной войны до марта 1942 года находился в блокадном Ленинграде, был участником оборонительных работ. В марте был эвакуирован в Ташкент. В 1945 году вернулся в Ленинград. С 1946 по 1948 год занимал пост заместителя директора Ленинградской областной партийной школы. В 1951 году защитил кандидатскую диссертацию и получил степень кандидата исторических наук. В 1952 году стал директором ГПБ им. Салтыкова-Щедрина. В 1954 году получил учёное звание доцента. В 1955 году Барашенков добился увеличения поступлений иностранной литературы в библиотеку. В 1965 году был инициатором проведения ежегодных конференций молодых специалистов. Был научным редактором большинства изданий библиотеки. В 1965 году ему было присвоено звание «Заслуженный работник культуры РСФСР». В 1970 году уволился из ГПБ в связи с выходом на пенсию.

## Основные работы
- Не зарастет народная тропа // Сов. Россия. 1964. 14 янв.; Полтора века // Ленингр. правда. 1964. 14 янв.;
- Из 72 стран мира: (книгообмен ГПБ им. М. Е. Салтыкова-Щедрина) // Вечер. Ленинград. 1956. 20 апр.;
- Библиографии периодических изданий России, 1901—1916. / Ред. В. М. Барашенков. Л., 1958—1961. Т. 1-4.;
- Сводный каталог русской книги гражданской печати XVIII века, 1725—1800. / Ред. В. М. Барашенков. М., 1962—1967. Т. 1-5.

## Награды
- Орден Трудового Красного Знамени;
- Орден «Знак Почёта»;
- Медаль «За оборону Ленинграда»;
- Медаль «За доблестный труд в Великой Отечественной войне 1941—1945 гг.»;
- Медаль «В ознаменование 100-летия со дня рождения Владимира Ильича Ленина».